# 香菜，我會把你的腦袋變好
《香菜，我會把你的腦袋變好》（日语：香菜、頭をよくしてあげよう）是日本前衛搖滾樂團筋肉少女帶的第10張單曲。1994年5月21日由環球唱片（舊名MCA Victor）發行。

## 收錄單曲
所有歌曲由大槻賢二作詞，筋肉少女帶編曲。
1. 香菜，我會把你的腦袋變好
  - 作曲：本城聰章、筋肉少女帶，編曲：筋肉少女帶
  - 筋肉少女帶主唱大槻賢二主持，朝日放送、Telecom staff（日语：テレコムスタッフ）播出的綜藝節目《BOYS and GIRLS（日语：ボイズンガルズ）》使用的片頭主題曲。
  - 2013年5月29日發行的概括專輯《公式Self-cover best 4分之一世紀（日语：公式セルフカバーベスト 4半世紀）》收錄了再錄製版。並在同樣由大槻主持、BS播出的音樂節目《大槻賢二的日本保本化計劃（日语：大槻ケンヂの日本のほほん化計画）》（TwellV（日语：ワールド・ハイビジョン・チャンネル），2013年－2015年）當作片頭主題曲使用。
2. 望給
  - 作曲：大槻賢二
  - 專輯未收錄，源自於專輯《妄想網罟座（日语：レティクル座妄想）》的收錄歌曲「望美、香苗、玉枝（日语：ノゾミ・カナエ・タマエ）」，其部分歌詞與曲調有經過變更[1]。

## 收錄作品
| 發行日期       | 標題                                                 | 規格編號            |
| -------------- | ---------------------------------------------------- | ------------------- |
| 1994年4月21日  | 原創專輯《妄想網罟座》※                              | MVCD-13             |
| 1996年12月18日 | 精選專輯《筋少MCA Victor在籍時 BEST&CULT》※          | MVCD-42             |
| 2001年12月19日 | 精選專輯《超值筋肉少女帶》※                          | UUCH-8005           |
| 2004年7月21日  | 大槻賢二《Private Unplugged》                        | PWCP-1008           |
| 2006年3月1日   | 精選專輯《GOLDEN☆BEST 筋肉少女帶 ～環球唱片精選～》※ | UPCY-6115 UPCY-9298 |
| 2007年3月14日  | 精選專輯《筋肉少女帶 復活究極Best 大公式》※          | TFCC-86217          |
| 2007年3月14日  | DVD《THE·！ ～'06》                                  | TFBQ-18072          |
| 2008年12月17日 | DVD《馬戲團，賦歸武道館》                            | TFBQ-18093          |
| 2013年5月29日  | 概括專輯《公式Self-cover best 4分之一世紀》          | TKCA-73905          |

※記號表示說明與當年的單曲是同一個音源。